# Баран (рід)

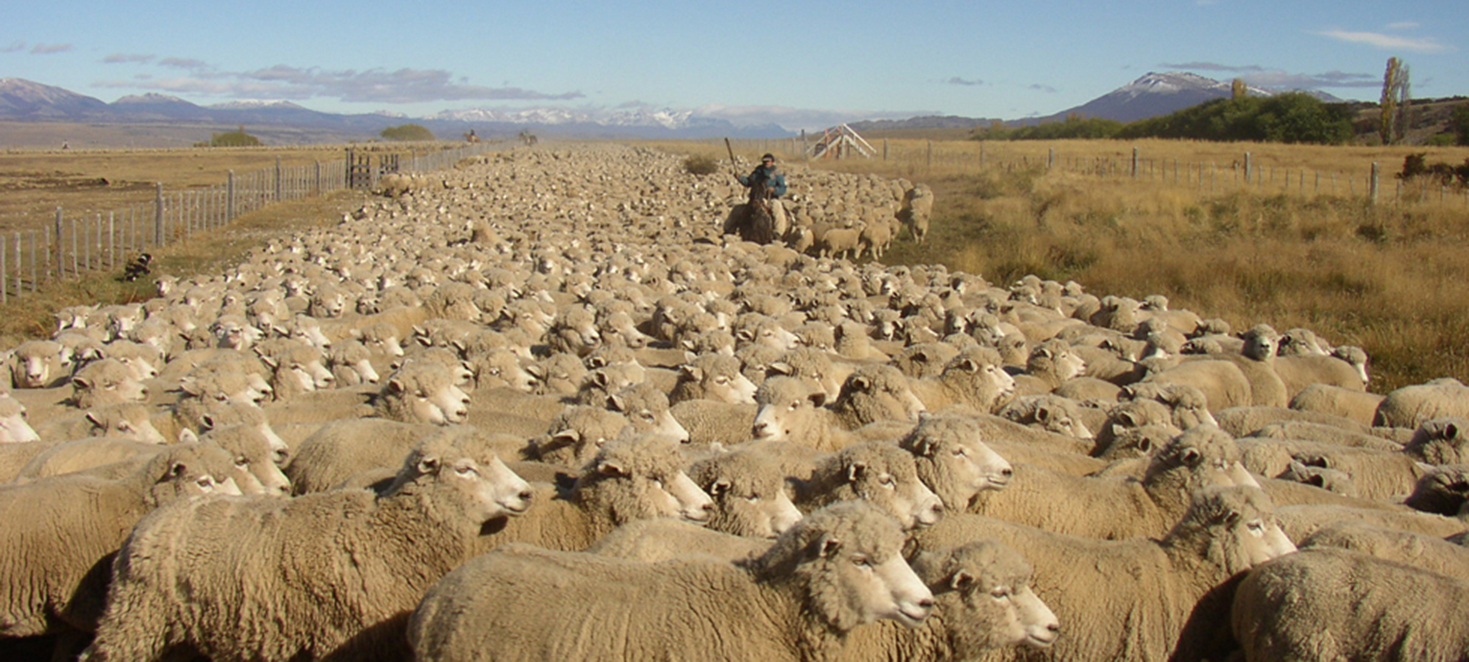
Вівці в Патагонії, Аргентина

Баран або вівця (Ovis) — рід ссавців ряду оленеподібних (Cerviformes) з підродини козлових (Caprinae) родини бикових (Bovidae). Включає 7 видів, зокрема муфлона, дикого предка вівці.

## Зовнішній вигляд
Барани досягають довжини від 1,2 до 1,8 м, хвіст довжиною від 7 до 15 см. Висота в плечах від 65 до 125 см, вага — від 20 до 200 кг, причому самці завжди значно масивніші самок. Забарвлення вовни варіює від білувато до темно-коричневого і навіть чорного кольору, нерідко трапляється зміна вовни. Самці навколо шиї часто носять своєрідну гриву, але на відміну від  козлів не мають борідки. Роги є в обох статей, однак у самок вони дрібніші. Роги самців з віком починають закручуватися по спіралі і можуть досягати довжини 1 м.

## Поширення
Дикі барани зустрічаються в західній, центральній і північно-східній  Азії, а також на заході  Північної Америки. У  Європі вони мешкали на  Балканському півострові, але  вимерли близько 3 тисячі років тому. Про походження існуючих на деяких  середземноморських островах популяціях муфлонів ведуться суперечки, чи є вони справжніми дикими баранами або ж знову  здичавілими домашніми тваринами. Більшість баранів мешкає в гірських місцевостях, однак є й такі, які живуть в пустелях, наприклад деякі популяції товсторогів.

## Поведінка
Барани ведуть денний спосіб життя, проте в особливо спекотні дні віддаляються на відпочинок в тінисті місця і переносять пошук їжі на вечірній або нічний час. Самки і молодняк утворюють невеликі стада, які іноді об'єднуються в більш великі. Самці більшість часу живуть окремо від самок, ведучи або одиночний спосіб життя, або будучи частиною виключно чоловічої групи. Всередині такої групи існує сувора ієрархія, яка встановлюється в залежності від величини рогів або в прямих поєдинках. Барани — рослиноїдні тварини і харчуються головним чином  травами.

## Види
|  | Ovis ammon                       | Архар          |
|  | Ovis aries aries                 | Вівця          |
|  | Ovis orientalis orientalis group | Муфлон         |
|  | Ovis orientalis vignei           | Уріал          |
|  | Ovis canadensis                  | Товсторіг      |
|  | Ovis dalli                       | Баран Далля    |
|  | Ovis nivicola                    | Баран сніговий |

Варто згадати, що систематика баранів через близьке споріднення порівняно розпливчаста і відрізняється в залежності від джерел. Види баранів розрізняються частково і за кількістю  хромосом. У архара в  диплоїдних клітинах по 56 хромосом, в той час як у більшості інших видів їх 54.

## Різне
Молоді барани називаються  ягнятами. Тривалість вагітності становить близько п'яти місяців. У середньому, барани досягають віку від 10 до 12 років.